# Nastus obtusus
Nastus obtusus är en gräsart som beskrevs av Richard Eric Holttum. Nastus obtusus ingår i släktet Nastus och familjen gräs. Inga underarter finns listade i Catalogue of Life.